# Sōtīrīs Ninīs
Sotiris Ninis (in greco Σωτήρης Νίνης?; Himara, 3 aprile 1990) è un calciatore greco, centrocampista svincolato.

## Biografia
È il cugino di Stefanos Kapino, anch'egli calciatore.

## Caratteristiche tecniche
Trequartista dotato di ottimi piedi e notevole tecnica, può giocare sia al centro sia come esterno destro di centrocampo. Nel 2010 è stato inserito nella lista dei migliori calciatori nati dopo il 1989 stilata da Don Balón.
Grazie alle sue eccelse qualità tecniche ha ottenuto il soprannome di "Messi greco".

## Carriera

### Club

#### Panathinaikos
Nato in Albania da genitori greci, dopo l'infanzia fa ritorno con la famiglia in Grecia. Cresciuto nelle giovanili del Panathīnaïkos, debutta in prima squadra il 7 gennaio 2007 contro l'Egaleo - diventando il secondo giocatore più giovane di sempre a vestire la maglia dei Prasinoi in un incontro di campionato - e ottenendo inoltre il riconoscimento di MVP della partita. Il 15 febbraio 2007 debutta in Europa nella partita contro i francesi del Lens.
Il 17 febbraio guida la sua squadra alla vittoria per 4-1 contro i rivali dell'AEK Atene, partita nel quale firma il suo primo gol in prima squadra, oltre a due assist. Il 6 luglio 2007 firma il suo primo contratto professionistico.
La stagione 2007-2008 è costellata da infortuni, così l'allenatore della squadra, José Peseiro, decide di rispedirlo nella sezione giovanile.
Nel 2008-2009 torna in prima squadra, come esplicita volontà del nuovo allenatore Henk ten Cate. Quest'ultimo, l'11 agosto 2008, annuncia che Ninis è stato scelto come uno dei nuovi capitani della squadra, insieme a Dimitris Salpingidis e Gilberto Silva, diventando, a 18 anni e 125 giorni, il più giovane giocatore nella storia del Panathīnaïkos a ricevere quest'onore.
Il 23 settembre 2008 prolunga il contratto per altri quattro anni con l'inclusione di una clausola rescissoria fissata a 10 milioni di euro valida solo per le squadre estere e di una di 17 milioni, applicata nel caso di offerte da parte di squadre del campionato greco. Gioca anche in Europa League trascinando con un gol e il rigore procurato il Panathīnaïkos in casa della Roma.
Nel settembre 2011 soffre la rottura del legamento crociato ed è costretto a sei mesi di stop.

#### Parma
Il 29 marzo 2012 Tommaso Ghirardi, presidente del Parma, annuncia il suo ingaggio; il giocatore era infatti in scadenza con il Panathinaikos nel giugno 2012. L'approdo del calciatore greco in Italia viene ufficializzato il 3 luglio 2012. Fa il suo esordio in Serie A il 25 agosto 2012 giocando parte del secondo tempo. Conclude la stagione giocando tredici partite in campionato (partendo quasi sempre dalla panchina) e una di coppa.

#### PAOK Salonicco
Il 31 agosto 2013 ritorna in Grecia con la formula del prestito secco al PAOK. Esordisce con la nuova maglia il 19 settembre 2013 nella partita vinta in trasferta contro il Veria per 1-2. Il 24 ottobre 2013 segna la sua prima rete con la maglia del PAOK Salonicco in occasione della gara di Europa League contro il Maccabi Haifa vinta 3-2.

### Nazionale
Nel febbraio 2007 rifiuta la convocazione nell'Albania Under-21, rivelando la sua decisione di giocare con la Grecia.
Partecipa al Campionato europeo di calcio Under-19 2007 disputato in Austria. La Grecia arriva in finale, dove viene sconfitta dalla Spagna, e Ninis, autore anche di un gol nella semifinale contro la Germania, viene incoronato come miglior giocatore del torneo.
Il 16 maggio 2008 ottiene la sua prima convocazione in nazionale maggiore, chiamato dal CT Otto Rehhagel in occasione dell'amichevole contro il Cipro. Bagna l'esordio con un gol messo a segno al quinto minuto del primo tempo, diventando così, a 18 anni e 46 giorni, il più giovane marcatore nella storia della nazionale greca. Viene poi escluso dalla lista dei 23 convocati per Euro 2008.
Viene convocato per Sudafrica 2010, dove esordisce nella seconda partita, contro la Nigeria, subentrando in ruolo di Theofanis Gekas al 79'. Gioca la seconda partita contro l'Argentina, sostituendo Kōstas Katsouranīs al 54'.
L'8 giugno 2012 esordisce da titolare agli Europei nella sfida inaugurale contro la Polonia (1-1) venendo sostituito al 46' da Dimitris Salpingidis.

## Statistiche

### Presenze e reti nei club
Statistiche aggiornate al 7 ottobre 2019.
| Stagione             | Squadra              | Campionato           | Campionato | Campionato | Coppe nazionali | Coppe nazionali | Coppe nazionali | Coppe continentali | Coppe continentali | Coppe continentali | Altre coppe | Altre coppe | Altre coppe | Totale | Totale |
| Stagione             | Squadra              | Comp                 | Pres       | Reti       | Comp            | Pres            | Reti            | Comp               | Pres               | Reti               | Comp        | Pres        | Reti        | Pres   | Reti   |
| -------------------- | -------------------- | -------------------- | ---------- | ---------- | --------------- | --------------- | --------------- | ------------------ | ------------------ | ------------------ | ----------- | ----------- | ----------- | ------ | ------ |
| 2006-2007            | Panathīnaïkos        | SL                   | 14         | 3          | CG              | 0               | 0               | CU                 | 2                  | 0                  | -           | -           | -           | 16     | 3      |
| 2007-2008            | Panathīnaïkos        | SL                   | 4+4        | 0          | CG              | 0               | 0               | CU                 | 1                  | 0                  | -           | -           | -           | 9      | 0      |
| 2008-2009            | Panathīnaïkos        | SL                   | 20+2       | 0          | CG              | 0               | 0               | UCL                | 4                  | 0                  | -           | -           | -           | 26     | 0      |
| 2009-2010            | Panathīnaïkos        | SL                   | 26         | 3          | CG              | 5               | 2               | UCL+UEL            | 1+10               | 0+1                | -           | -           | -           | 42     | 6      |
| 2010-2011            | Panathīnaïkos        | SL                   | 18+6       | 3+0        | CG              | 3               | 1               | UCL                | 3                  | 0                  | -           | -           | -           | 30     | 4      |
| 2011-2012            | Panathīnaïkos        | SL                   | 6+4        | 1+1        | CG              | 0               | 0               | UCL+UEL            | 2+2                | 0                  | -           | -           | -           | 14     | 2      |
| 2012-2013            | Parma                | A                    | 14         | 0          | CI              | 1               | 0               | -                  | -                  | -                  | -           | -           | -           | 15     | 0      |
| 2013-2014            | PAOK                 | SL                   | 12         | 0          | CG              | 4               | 0               | UEL                | 7                  | 1                  | -           | -           | -           | 23     | 1      |
| nov. 2014-2015       | Panathīnaïkos        | SL                   | 10+6       | 0          | CG              | 1               | 1               | -                  | -                  | -                  | -           | -           | -           | 17     | 1      |
| 2015-gen. 2016       | Panathīnaïkos        | SL                   | 7          | 0          | CG              | 3               | 1               | UCL+UEL            | 2+1                | 0                  | -           | -           | -           | 13     | 1      |
| Totale Panathinaikos | Totale Panathinaikos | Totale Panathinaikos | 105+22     | 10+1       |                 | 12              | 5               |                    | 28                 | 1                  |             |             |             | 167    | 17     |
| gen.-giu. 2016       | Charleroi            | PL                   | 13         | 2          | CB              | 0               | 0               | -                  | -                  | -                  | -           | -           | -           | 13     | 2      |
| 2016-gen. 2017       | Charleroi            | PL                   | 13         | 2          | CB              | 1               | 0               | -                  | -                  | -                  | -           | -           | -           | 14     | 2      |
| Totale Charleroi     | Totale Charleroi     | Totale Charleroi     | 26         | 4          |                 | 1               | 0               |                    |                    |                    |             |             |             | 27     | 4      |
| gen.-giu. 2017       | Malines              | PL                   | 1          | 0          | CB              | 0               | 0               | -                  | -                  | -                  | -           | -           | -           | 1      | 0      |
| lug.-set. 2017       | Malines              | PL                   | 1          | 0          | CB              | 0               | 0               | -                  | -                  | -                  | -           | -           | -           | 1      | 0      |
| Totale Mechelen      | Totale Mechelen      | Totale Mechelen      | 2          | 0          |                 | 0               | 0               |                    |                    |                    |             |             |             | 2      | 0      |
| set. 2017-2018       | Maccabi Petah Tiqwa  | Lh                   | 7          | 0          | CI              | 0               | 0               | -                  | -                  | -                  | -           | -           | -           | 7      | 0      |
| 2018-2019            | Hapoel Ashkelon      | LL                   | 21         | 4          | CI              | 1               | 0               | -                  | -                  | -                  | -           | -           | -           | 22     | 4      |
| Totale carriera      | Totale carriera      | Totale carriera      | 209        | 19         |                 | 19              | 5               |                    | 35                 | 2                  |             |             |             | 263    | 26     |

### Cronologia presenze e reti in nazionale
| Cronologia completa delle presenze e delle reti in nazionale ― Grecia | Cronologia completa delle presenze e delle reti in nazionale ― Grecia | Cronologia completa delle presenze e delle reti in nazionale ― Grecia | Cronologia completa delle presenze e delle reti in nazionale ― Grecia | Cronologia completa delle presenze e delle reti in nazionale ― Grecia | Cronologia completa delle presenze e delle reti in nazionale ― Grecia | Cronologia completa delle presenze e delle reti in nazionale ― Grecia | Cronologia completa delle presenze e delle reti in nazionale ― Grecia |
| Data                                                                  | Città                                                                 | In casa                                                               | Risultato                                                             | Ospiti                                                                | Competizione                                                          | Reti                                                                  | Note                                                                  |
| --------------------------------------------------------------------- | --------------------------------------------------------------------- | --------------------------------------------------------------------- | --------------------------------------------------------------------- | --------------------------------------------------------------------- | --------------------------------------------------------------------- | --------------------------------------------------------------------- | --------------------------------------------------------------------- |
| 19-5-2008                                                             | Patrasso                                                              | Grecia                                                                | 2 – 0                                                                 | Cipro                                                                 | Amichevole                                                            | 1                                                                     | 45’                                                                   |
| 19-11-2008                                                            | Il Pireo                                                              | Grecia                                                                | 1 – 1                                                                 | Italia                                                                | Amichevole                                                            | -                                                                     | 88’                                                                   |
| 14-10-2009                                                            | Atene                                                                 | Grecia                                                                | 2 – 1                                                                 | Lussemburgo                                                           | Qual. Mondiali 2010                                                   | -                                                                     | 83’                                                                   |
| 2-6-2010                                                              | Winterthur                                                            | Grecia                                                                | 0 – 2                                                                 | Paraguay                                                              | Amichevole                                                            | -                                                                     | 45’                                                                   |
| 17-6-2010                                                             | Bloemfontein                                                          | Grecia                                                                | 2 – 1                                                                 | Nigeria                                                               | Mondiali 2010 - 1º turno                                              | -                                                                     | 79’                                                                   |
| 22-6-2010                                                             | Polokwane                                                             | Grecia                                                                | 0 – 2                                                                 | Argentina                                                             | Mondiali 2010 - 1º turno                                              | -                                                                     | 55’                                                                   |
| 11-8-2010                                                             | Belgrado                                                              | Serbia                                                                | 0 – 1                                                                 | Grecia                                                                | Amichevole                                                            | -                                                                     | 74’                                                                   |
| 3-9-2010                                                              | Il Pireo                                                              | Grecia                                                                | 1 – 1                                                                 | Georgia                                                               | Qual. Euro 2012                                                       | -                                                                     | 59’                                                                   |
| 7-9-2010                                                              | Zagabria                                                              | Croazia                                                               | 0 – 0                                                                 | Grecia                                                                | Qual. Euro 2012                                                       | -                                                                     | 70’                                                                   |
| 8-10-2010                                                             | Il Pireo                                                              | Grecia                                                                | 1 – 0                                                                 | Lettonia                                                              | Qual. Euro 2012                                                       | -                                                                     | 82’                                                                   |
| 12-10-2010                                                            | Il Pireo                                                              | Grecia                                                                | 2 – 1                                                                 | Israele                                                               | Qual. Euro 2012                                                       | -                                                                     | 15’                                                                   |
| 9-2-2011                                                              | Larissa                                                               | Grecia                                                                | 1 – 0                                                                 | Canada                                                                | Amichevole                                                            | -                                                                     |                                                                       |
| 26-3-2011                                                             | Ta' Qali                                                              | Malta                                                                 | 0 – 1                                                                 | Grecia                                                                | Qual. Euro 2012                                                       | -                                                                     | 81’                                                                   |
| 29-3-2011                                                             | Il Pireo                                                              | Grecia                                                                | 0 – 0                                                                 | Polonia                                                               | Amichevole                                                            | -                                                                     | 58’                                                                   |
| 4-6-2011                                                              | Il Pireo                                                              | Grecia                                                                | 3 – 1                                                                 | Malta                                                                 | Qual. Euro 2012                                                       | -                                                                     | 79’                                                                   |
| 7-6-2011                                                              | Quito                                                                 | Ecuador                                                               | 1 – 1                                                                 | Grecia                                                                | Amichevole                                                            | -                                                                     | 63’ 79’                                                               |
| 10-8-2011                                                             | Sarajevo                                                              | Bosnia ed Erzegovina                                                  | 0 – 0                                                                 | Grecia                                                                | Amichevole                                                            | -                                                                     | 76’                                                                   |
| 2-9-2011                                                              | Ramat Gan                                                             | Israele                                                               | 0 – 1                                                                 | Grecia                                                                | Qual. Euro 2012                                                       | 1                                                                     | 77’                                                                   |
| 26-5-2012                                                             | Kufstein                                                              | Grecia                                                                | 1 – 1                                                                 | Slovenia                                                              | Amichevole                                                            | -                                                                     | 72’                                                                   |
| 8-6-2012                                                              | Varsavia                                                              | Polonia                                                               | 1 – 1                                                                 | Grecia                                                                | Euro 2012 - 1º Turno                                                  | -                                                                     | 45’                                                                   |
| 16-6-2012                                                             | Varsavia                                                              | Grecia                                                                | 1 – 0                                                                 | Russia                                                                | Euro 2012 - 1º Turno                                                  | -                                                                     | 83’                                                                   |
| 22-6-2012                                                             | Danzica                                                               | Germania                                                              | 4 – 2                                                                 | Grecia                                                                | Euro 2012 - Quarti di finale                                          | -                                                                     | 45’                                                                   |
| 15-8-2012                                                             | Oslo                                                                  | Norvegia                                                              | 2 – 3                                                                 | Grecia                                                                | Amichevole                                                            | -                                                                     | 45’                                                                   |
| 7-9-2012                                                              | Riga                                                                  | Lettonia                                                              | 1 – 2                                                                 | Grecia                                                                | Qual. Mondiali 2014                                                   | -                                                                     | 68’                                                                   |
| 11-9-2012                                                             | Atene                                                                 | Grecia                                                                | 2 – 0                                                                 | Lituania                                                              | Qual. Mondiali 2014                                                   | 1                                                                     |                                                                       |
| 16-10-2012                                                            | Bratislava                                                            | Slovacchia                                                            | 0 – 1                                                                 | Grecia                                                                | Qual. Mondiali 2014                                                   | -                                                                     | 66’                                                                   |
| 14-11-2012                                                            | Dublino                                                               | Irlanda                                                               | 0 – 1                                                                 | Grecia                                                                | Amichevole                                                            | -                                                                     | 60’                                                                   |
| 14-8-2013                                                             | Salisburgo                                                            | Austria                                                               | 0 – 2                                                                 | Grecia                                                                | Amichevole                                                            | -                                                                     | 62’                                                                   |
| 6-9-2013                                                              | Vaduz                                                                 | Liechtenstein                                                         | 0 – 1                                                                 | Grecia                                                                | Qual. Mondiali 2014                                                   | -                                                                     | 46’                                                                   |
| 10-9-2013                                                             | Atene                                                                 | Grecia                                                                | 1 – 0                                                                 | Lettonia                                                              | Qual. Mondiali 2014                                                   | -                                                                     |                                                                       |
| 11-10-2013                                                            | Atene                                                                 | Grecia                                                                | 1 – 0                                                                 | Slovacchia                                                            | Qual. Mondiali 2014                                                   | -                                                                     | 58’                                                                   |
| 13-6-2015                                                             | Tórshavn                                                              | Fær Øer                                                               | 2 – 1                                                                 | Grecia                                                                | Qual. Euro 2016                                                       | -                                                                     | 46’                                                                   |
| 16-6-2015                                                             | Danzica                                                               | Polonia                                                               | 0 – 0                                                                 | Grecia                                                                | Amichevole                                                            | -                                                                     | 71’                                                                   |
| Totale                                                                |                                                                       | Presenze                                                              | 33                                                                    |                                                                       | Reti                                                                  | 3                                                                     |                                                                       |

## Palmarès

### Club
- Campionato greco: 1

Panathīnaïkos: 2009-2010
- Coppa di Grecia: 1

Panathīnaïkos: 2009-2010

### Individuale
- Miglior giovane del campionato greco: 2

2007, 2010
- Miglior giocatore dell'Europeo Under-19: 1

Austria 2007